# Nikolai Alexandrowitsch Tschub
Nikolai Alexandrowitsch Tschub (russisch Николай Александрович Чуб; * 10. Juni 1984 in Nowotscherkassk, Oblast Rostow, RSFSR) ist ein russischer Kosmonaut.

## Ausbildung und Beruf
Tschub absolvierte an der Südrussischen Staatlichen Technischen Universität in Nowotscherkassk ein Ingenieurstudium der Wirtschaftswissenschaft und des Managements, das er 2006 auf dem Gebiet Management und Informatik in technischen Systemen abschloss.

## Kosmonautentätigkeit
Im Januar 2012 nahm Tschub am ersten öffentlichen Wettbewerb um die Zulassung als Kosmonaut teil. Er kam in die Auswahl und im September 2012 erhielt er das erforderliche Gesundheitszeugnis für die Zulassung als Kosmonaut.
Im Oktober 2012 wurde Tschub Mitglied der Roskosmos-Kosmonauten-Mannschaft und begann mit dem allgemeinen Weltraumtraining im Juri-Gagarin-Kosmonautentrainingszentrum. Während des Trainings übte er im Februar 2013 zusammen mit Dmitri Alexandrowitsch Petelin und Sergei Wladimirowitsch Korsakow in einem Wald in der Nähe von Moskau die Landung in bewaldetem sumpfigen Gebiet im Winter. Im Juni 2014 schloss Tschub das Training mit guten Noten ab und es wurde ihm der Status Test-Kosmonaut verliehen.
In den folgenden Jahren absolvierte Tschub weitere Trainingseinheiten, darunter
- das Einsteigen in einen schwebenden Hubschrauber
- Landung und Notlandung in einer Wüste oder Halbwüste bei Baikonur und im bergigen Gelände im Kaukasus
- Fallschirmtraining
- Überleben im Wasser[3]

Es folgten nun mehrere Planungen für Einsätze, die jedoch nicht verwirklicht wurden. 2018 wurde Tschub für die Besatzung von Sojus MS-12 vorgesehen, 2019 für Sojus MS-17, 2020 für Sojus MS-21.
Am 17. Mai 2021 wurde Tschub als Flugingenieur für die Ersatzbesatzung der Sojus MS-22 und für die Hauptbesatzung der Sojus MS-23 zugelassen. Von September 2022 bis Mai 2023 absolvierte Tschub den Vorbereitungslehrgang als Bordingenieur für die ISS-Expedition 69 und Sojus MS-23. Dann flog allerdings Sojus MS-23 unbemannt zur ISS, weil bei Sojus MS-22 durch ein Leck die Kühlflüssigkeit ausgelaufen war und es unbemannt zur Erde zurückgeschickt wurde. Mit Sojus MS-23 soll nun die Besatzung von Sojus MS-22, bestehend aus Francisco Rubio, Dmitri Alexandrowitsch Petelin und Sergei Walerjewitsch Prokopjew im September zurückkehren.
Ab Mai 2023 nahm Tschub an der Vorbereitung seines Einsatzes als Bordingenieur von Sojus MS-24 und der ISS-Expeditionen 70 und 71 teil. Die Sojus MS-24 flog am 15. September 2023 zur ISS. Tschub blieb ein ganzes Jahr an Bord der ISS, arbeitete an den ISS-Expeditionen 70 und 71 mit und kehrte am 23. September 2024 mit Sojus MS-25 zur Erde zurück.

## Verweigertes US-Visum
Es ist üblich, dass alle Raumfahrer, die zur ISS fliegen sollen, sowohl ein Training im russischen Sternenstädtchen an einer Kopie des russischen Segments der ISS als auch ein Training im Lyndon B. Johnson Space Center in Houston an einer Kopie des amerikanischen Segmentes der ISS absolvieren, um sich auf ihren Aufenthalt auf der ISS vorzubereiten. Bei dieser Praxis hatte es zuvor noch nie Probleme gegeben. Als jedoch Tschub im Januar 2022 ein US-Visum für dieses Training beantragte, wurde es ihm von den USA ohne Begründung verweigert. Auf Nachfrage des Leiters von Roskosmos Dmitri Olegowitsch Rogosin, wurde jeder Kommentar von Seiten der USA verweigert, mit der Begründung, dass Visa-Angelegenheiten streng vertraulich seien und deshalb eine Diskussion über diesen Fall ausgeschlossen sei. Ein offensichtlicher Grund für die Verweigerung des US-Visums für Tschub war nicht ersichtlich. Nach weiteren Protesten von Seiten Russlands und Roskosmos' wurde das Visum am 26. Januar 2022 doch genehmigt und als eine Art von Entschuldigung wurde von Seiten der USA vorgebracht, dass die Besetzung der US-Botschaft in Moskau an Personalmangel leide.

## Hobbys
In seiner Freizeit treibt Tschub Fallschirmspringen, Motorsport und reist gerne. Er absolvierte mehr als 150 Fallschirmsprünge, darunter auch Flüge im Wingsuit. 2011 war er für Russland und Europa Rekordhalter in der Klasse der großen Wingsuit-Formationen.